# Argopeni (Kebumen)
Argopeni is een bestuurslaag in het regentschap Kebumen van de provincie Midden-Java, Indonesië. Argopeni telt 2662 inwoners (volkstelling 2010).